# Khám trinh

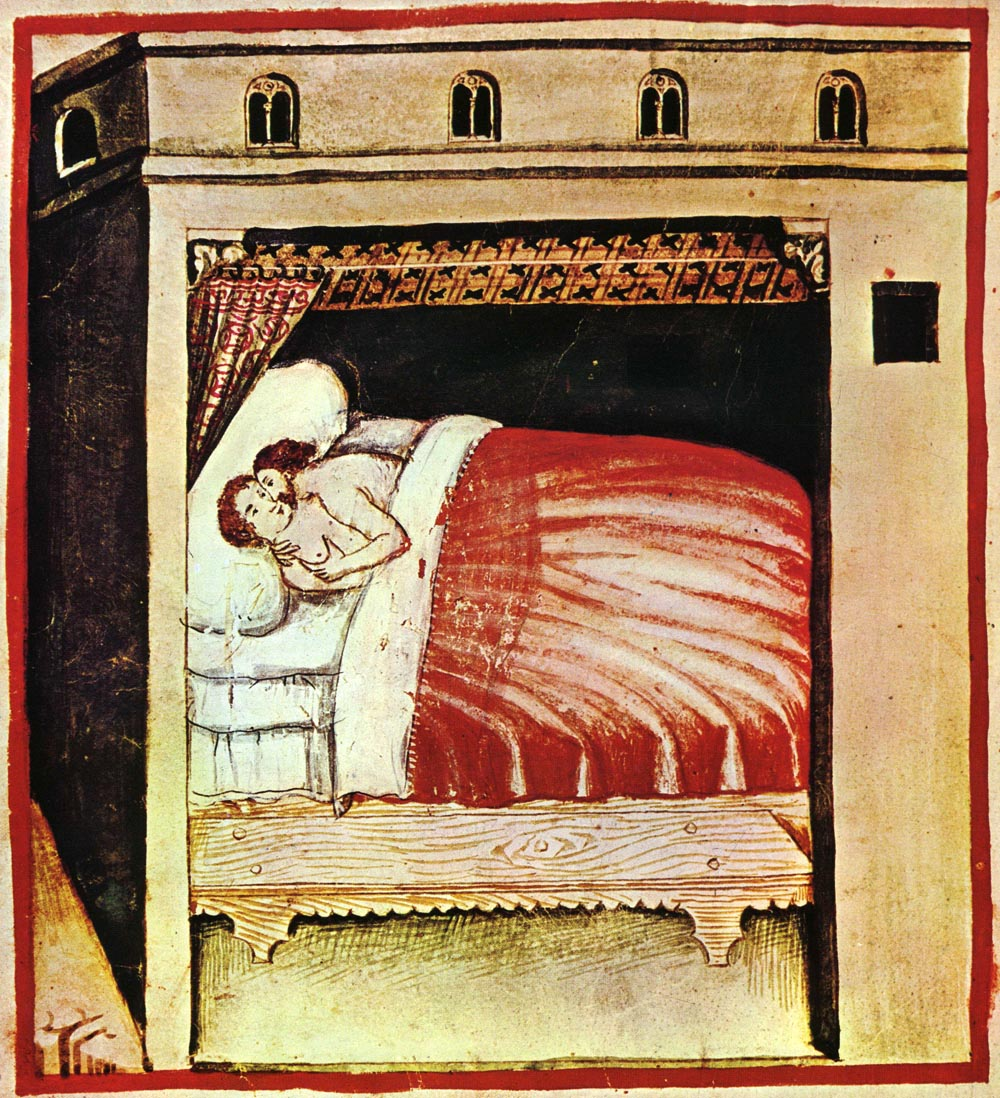
Tranh vẽ thời Trung cổ về chú rể và cô dâu trong đêm tân hôn

Khám trinh hay Kiểm tra trinh tiết là quá trình xác định xem một người phụ nữ là một trinh nữ (hay còn trinh) tức là cô chưa bao giờ tham gia vào quan hệ tình dục bằng những cuộc kiểm tra, khám, thử hoặc các phương pháp khác nhau hay những thử nghiệm liên quan đến việc kiểm tra màng trinh với giả định rằng màng trinh của cô ta chỉ có thể bị rách như là một kết quả của quan hệ tình dục. Việc kiểm tra trinh tiết đã tồn tại từ lâu trong lịch sử và là một thực tế gây tranh cãi vì ý nghĩa của nó đối với những người con gái bị đem ra thử nghiệm và bởi vì nó không phải là hoàn toàn chính xác. Tổ chức Ân xá Quốc tế coi việc kiểm tra trinh tiết là một hành vi vi phạm nhân quyền.

## Phương pháp
Trong một số phong tục, tập quán văn hóa của một số quốc gia, dân tộc, vùng lãnh thổ có sự đòi hỏi bằng chứng về trinh tiết của cô dâu trước khi cuộc hôn nhân diễn ra, có trường hợp chú rể vì lý do tôn giáo mà yêu cầu bạn tình kiểm tra trinh tiết trước khi đi đến lễ cưới. Theo cách truyền thống một cô dâu được coi là còn trinh khi được kiểm nghiệm và xác nhận rằng cô hiện đang có một màng trinh còn nguyên vẹn. Trong triều đình Trung Quốc thời phong kiến, trong các tiêu chuẩn tuyển mỹ nữ của hậu cung Trung Quốc thì dung mạo và nhân phẩm mới là hai thước đo quan trọng nhất. Trong đó, dung mạo là chỉ những điều kiện về sinh lý còn nhân phẩm là điều kiện mang cách nhìn chủ quan. Trong những tình huống thông thường, điều kiện được các Hoàng đế Trung Quốc quan tâm nhất chính là điều kiện về mặt sinh lý. Việc kiểm tra cơ thể các mỹ nữ được thực hiện cực kỳ cẩn thận tỉ mỉ và nghiêm ngặt.

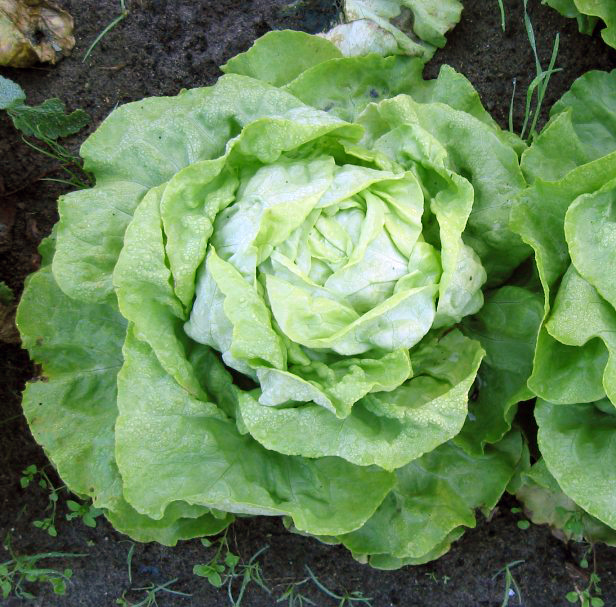
Ngửi xà lách vườn là một phương pháp kiểm tra trinh tiết theo một cuốn sách từ thế kỷ 16

Việc kiểm tra thường được thực hiện bằng một bác sĩ hoặc những người có kinh nghiệm bằng phương pháp kiểm tra vật lý đơn thuần như khám, xem xét âm vật, sờ mó, kích thích, soi vào âm đạo... tồn tại một kinh nghiệm cho rằng nếu nhũ hoa (núm vú) của một cô gái bị thâm đen hoặc không được hồng hào thì cô ta đã không còn trinh tiết  hoặc khi bộ ngực của cô ta chảy xệ thì đó là cô gái đã từng có con. Ngoài ra một phương pháp khác được miêu tả trong một quyển sách từ thế kỷ 16 là nam giới muốn kiểm tra trinh tiết của một phụ nữ thì nên cho cô ta ngửi rau diếp (sách viết là lettuce tức Lactuca sativa, một loại xà lách vườn trong chi Rau diếp Lactuca), nếu sau đó cô ta muốn đi vào nhà vệ sinh thì chắc chắn là đã không còn trong trắng.
Bên cạnh đó chú rể sẽ kiểm tra thông qua một "vết máu sau đêm tân hôn" hay lùng sục tìm một "vết máu" với ý nghĩa rằng việc máu chảy ra từ âm đạo được cho là kết quả của việc rách màng trinh. Việc kiểm tra vật lý thông thường sẽ được thực hiện trước khi buổi lễ kết hôn, trong khi các "bằng chứng bằng máu" liên quan đến việc kiểm tra dấu hiệu chảy máu như là một phần kết của hôn nhân, sau khi buổi lễ diễn ra. Vết máu được coi là bằng chứng của đêm tân hôn. Có những chú rể hoặc người nhà của họ đã ngầm trải khăn trắng trên giường để kiểm tra vết máu.
Ở một số nước Phương Đông thời trung cổ, việc kiểm tra trinh tiết được thực hiện đơn giản thông qua việc khám có hay không dấu hiệu thủ cung sa. Người ta nói rằng chỉ cần chấm một giọt thủ cung sa lên cơ thể người con gái thì nó sẽ không bao giờ biến mất cho tới khi người con gái đó ăn nằm với một người đàn ông. Chính nhờ đặc tính kỳ lạ này, thủ cung sa trở thành một thứ thuốc thần diệu được người Trung Quốc cổ đại sử dụng để kiểm tra trinh tiết phụ nữ. Điều này được ghi chép một cách đầy đủ trong những bộ sử chính thống chứ không chỉ là trong những truyền thuyết dân gian hay các tiểu thuyết võ hiệp.
Sách Bác vật chí thời nhà Tấn còn ghi chép rõ nguồn gốc và cách bào chế thủ cung sa như sau: Người ta dùng chu sa nuôi thạch sùng, cơ thể thạch sùng sẽ dần dần biến thành màu đỏ. Sau khi đã ăn đủ 7 cân chu sa, người ta giết thạch sùng rồi xay nhỏ được một thứ nước màu đỏ. Dùng thứ nước này chấm vào cơ thể người con gái thì nó sẽ tạo thành một vết son đỏ tươi và không bao giờ biến mất. Chỉ khi người con gái đó lấy chồng hoặc có quan hệ chăn gối với một người đàn ông nào đó thì vết son này sẽ biến mất. Vết son đó được người ta gọi là thủ cung sa. Chính nhờ công dụng thần diệu này, thủ cung sa trở thành phương pháp đơn giản và hiệu quả nhất để kiểm tra trinh tiết người phụ nữ.
Tại Nam Phi, các thiếu nữ Zulu hằng năm đều phải tham dự lễ hội Cây sậy để chứng minh sự trinh trắng của mình. Trong lễ hội, từng cô gái trẻ phải để ngực trần và mặc những chiếc váy sặc sỡ sắc màu, tưng bừng nhảy múa các vũ điệu truyền thống trước mặt quốc vương. Họ phải xếp thành hàng dài, nối đuôi nhau đứng trước lễ đài, trút bỏ quần áo trước mặt mọi người để chứng tỏ mình còn trong trắng.
Ngoài ra người Zulu cũng có tục kiểm tra trinh tiết của đàn ông, theo đó, không chỉ những người phụ nữ phải trải qua kỳ kiểm tra trinh tiết mà ngay cả những nam thanh niên cũng phải trải qua nghi thức kiểm tra sự trong trắng vô cùng nghiêm ngặt trước sự chứng kiến của toàn thể bộ tộc. Việc chứng minh sự trong trắng của đàn ông được đo bằng chiều cao của dòng nước tiểu phóng ra. Những nam thanh niên có dòng nước tiểu phóng ra cao bằng hoặc cao hơn đỉnh đầu thì sẽ được công nhận là trai tân. Những người không may mắn phóng ra dòng nước tiểu thấp hơn đỉnh đầu thì sẽ bị coi là đã ăn phải trái cấm và chịu những hình phạt nặng nề.

## Chỉ trích

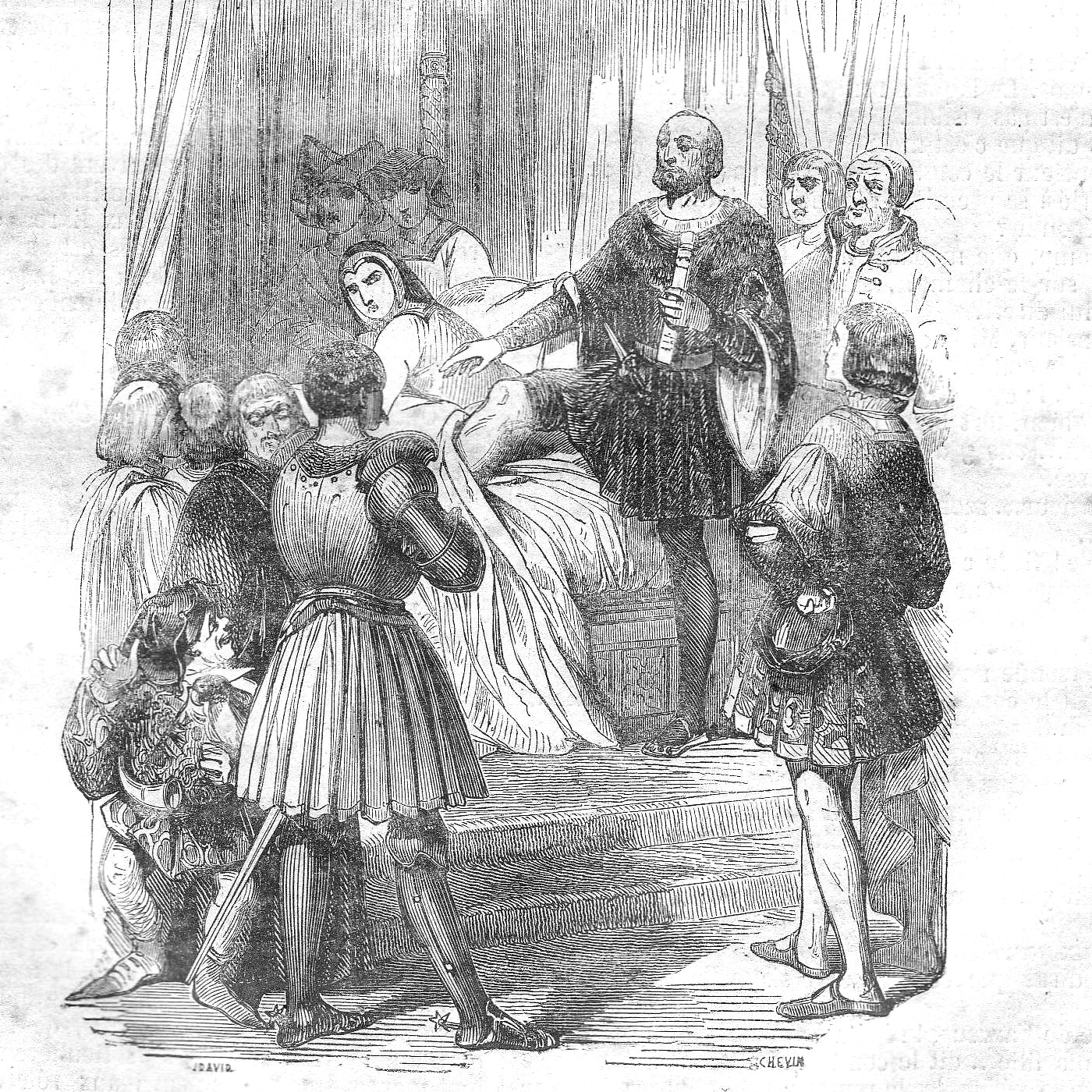
Tranh vẽ mô tả cảnh chú rể phán xét về trinh tiết của cô dâu khi thực hiện quyền hưởng đêm đầu ở Pháp

Yêu cầu một phụ nữ phải trải qua một cuộc kiểm tra trinh tiết đã bị chỉ trích, đặc biệt là khi nó được thực hiện từ phía chính phủ. Ngày 23 tháng 3 năm 2011, Tổ chức Ân xá quốc tế phản đối chính phủ Ai Cập thực hiện việc kiểm tra trinh tiết bắt buộc đối với những người phụ nữ tham gia biểu tình. Tổ chức Ân xá Quốc tế cho biết, quân đội Ai Cập đã bắt giữ, tra tấn và ép buộc "kiểm tra trinh tiết" nhiều phụ nữ trong cuộc biểu tình. Phát ngôn viên của Tổ chức Ân xá Quốc tế khẳng định rằng việc ép buộc phụ nữ kiểm tra trinh tiết là hành động không thể chấp nhận được. Đó là hành động sỉ nhục phụ nữ. Tuy nhiên, quân đội Ai Cập đã bác bỏ những cáo buộc này.
Họ bào chữa cho hành vi này là để chứng tỏ quân đội Ai Cập không lạm dụng tình dục đối với những người biểu tình là phụ nữ và bảo vệ quân đội khỏi các cáo buộc hãm hiếp. Theo đó, những người bị bắt phải cởi hết áo quần dưới ánh mắt của nhiều binh lính nam giới. Sau đó, các bác sĩ cả nam lẫn nữ tiến hành kiểm tra. Nếu nạn nhân không còn trinh, quân đội sẽ tuyên bố không chịu trách nhiệm về hoạt động tình dục của cô trong quá trình bị giam giữ. Còn nếu nạn nhân còn trinh trước và sau khi được thả thì càng chứng minh phía quân đội không thực hiện việc lạm dụng tình dục. Sau đó, Tòa án Ai Cập chính thức ra lệnh cấm quân đội không được tiếp tục kiểm tra trinh tiết nữ tù nhân vì việc cưỡng bức kiểm tra trinh tiết tại nhà giam đã vi phạm quyền lợi phụ nữ và tấn công vào phẩm hạnh của họ.
Kiểm tra trinh tiết cũng được thực hiện đối với phụ nữ ở Anh được gọi là thị thực hôn thê việc này đã bị lên án và chính sách này đã sớm bị thay đổi.

## Độ tin cậy
Kiểm tra trinh tiết cũng đã bị chỉ trích không phải là một phương đáng tin cậy của một phụ nữ có thực sự tham gia vào quan hệ tình dục cũng bởi vì rách màng trinh có thể là kết quả của một hành vi tình dục không tự nguyện, chẳng hạn như hiếp dâm.

Một số dạng của màng trinh

Việc kiểm tra trinh tiết bằng xem nhũ hoa cũng không hẳn là chính xác, vì kích thước và màu sắc nhũ hoa của mỗi phụ nữ tùy thuộc vào sắc tố da của mỗi người. Trong thực tế, chỉ khi người phụ nữ mang thai hoặc uống thuốc điều hòa kinh nguyệt thì nội tiết tố thay đổi mới làm màu sắc núm vú và quầng vú thay đổi theo chứ không phải do quan hệ tình dục mà dẫn đến sự thay đổi đó.
Việc kiểm tra trinh tiết bằng phương pháp thủ cung sa (phương pháp hay được dùng thời trung cổ) cũng không chính xác. Dược tính của thạch sùng là mặn, hàn công hiệu chủ yếu là hoạt lạc, tán kết, kháng ung thư. Dung dịch nước thạch sùng có tác dụng rõ rệt đối với việc khống chế hô hấp của các tế bào ung thư. Ngoài ra nó còn hàm chứa vitamin F, mang theo những hoạt tính chống ung thư. Còn chu sa thì có dược tính là ngọt, mát, công hiệu chủ yếu là an thần, định kinh, sáng mắt và giải độc. Xét theo dược tính thì thủ cung sa chỉ có thể là một thứ thuốc hỗ trợ điều trị một số bệnh thông thường như bệnh tích ở trẻ, bệnh tê chân tay,… Nói cách khác, thủ cung sa hoàn toàn không hề liên quan gì tới trinh tiết của phụ nữ.
Phẫu thuật vá lại thì màng trinh giả không thể giống thật 100%, và vẫn có những di tích phẫu thuật để lại nên vẫn có thể bị phát hiện bởi người có kinh nghiệm tình dục hoặc bác sĩ chuyên môn. Vì tính chất giải phẫu của màng trinh chủ yếu là xơ và ít cơ, nên các giáo sư Sản phụ khoa đều khẳng định "không thể vá được màng trinh", mà chỉ có thể "tạo hình" lại ở mức độ nào đó. Ngoài ra hình dạng, màu sắc cửa âm đạo sẽ thay đổi (thường rộng ra và sẫm màu) nếu đã quan hệ tình dục nhiều lần, rất dễ để phân biệt với trinh nữ.
Tuy nhiên màng trinh giả hay màng trinh nhân tạo (Artificial hymen) có thể giúp qua mặt được các đấng mày râu nếu họ thiếu kinh nghiệm hoặc khả năng nhận biết. Nhiều người phụ nữ từng có quá khứ phong trần với nhiều quan hệ, hay từng bán trinh hoặc những cô gái đã trót lỡ vẫn có thể dùng thủ pháp này để qua mặt nam giới, có phụ nữ vá màng trinh để tìm được chồng như ý. Ở Việt Nam, màng trinh giả chưa được chính thức công khai bày bán nhưng các sản phẩm màng trinh giả trôi nổi trên thị trường chủ yếu là hàng nhập lậu, có nguồn gốc từ Trung Quốc và được bày bán theo kiểu chợ đen, chúng không có gì để bảo đảm về chất lượng, và tiềm ẩn nhiều nguy cơ gây viêm nhiễm thậm chí những biến chứng rất nguy hiểm.